# Autostrada ferroviaria alpina
L’autostrada ferroviaria alpina (AFA) è un servizio di trasporto di autocarri su vagoni ferroviari speciali che viaggiano lungo un percorso di 175 chilometri tra l'Italia e la Francia attraverso il traforo ferroviario del Frejus.

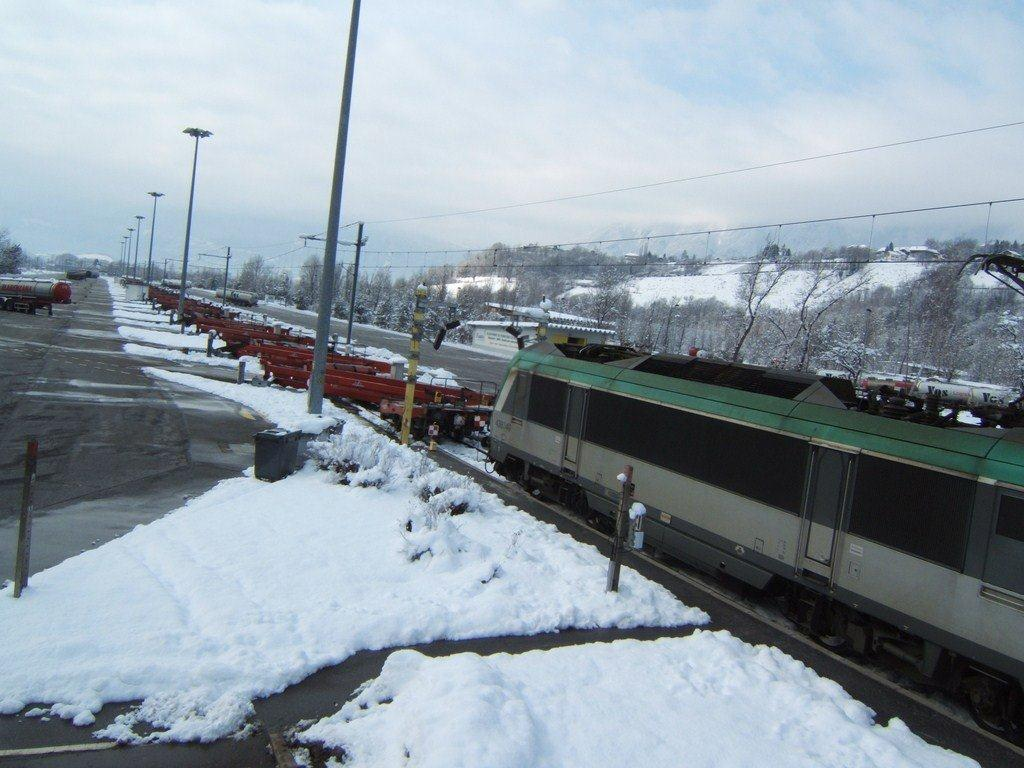
La piattaforma di carico di Aiton. Si possono vedere le rampe di carico oblique per il caricamento dei vagoni.

## Storia
Il servizio è stato avviato il 4 novembre 2003 da una società di diritto privato, Autostrada ferroviaria alpina, di proprietà di Trenitalia e SNCF, e consiste in quattro treni giornalieri tra le due piattaforme di carico e scarico situate a Orbassano (Italia) e Aiton (Francia). A causa di alcune limitazioni sulla linea, fino al 2007 solo i camion cisterna potevano utilizzare il servizio.
L'autostrada ferroviaria alpina è stata finanziata dagli Stati italiano e francese, con l'accordo dell'Unione europea, per un periodo di prova fino al 2006. Nell'autunno del 2008 il tasso di riempimento dei quattro convoglio giornalieri è arrivato vicino al 100%. Nonostante il forte calo del trasporto merci, sia ferroviario che stradale, il 100.000º camion è stato trasportato nel luglio del 2009 e il tasso di riempimento rimane relativamente elevato (superiore al 70%).
Dopo l'incendio del traforo stradale del Frejus del 4 giugno 2005, che ha portato alla chiusura della galleria e ad una drastica diminuzione della capacità di transito autostradale attraverso le Alpi, incluso il trasporto merci, vengono studiate alcune misure per aumentare la capacità del servizio ferroviario; in particolare viene aggiunto un quinto treno giornaliero. Tra i limiti vi è la capacità ridotta della linea, poiché al momento viene utilizzato un solo binario nel traforo del Frejus a causa di lavori in corso, e per la necessità di garantire la continuità del traffico ferroviario passeggeri.
Ad oggi, risulta chiusa per la nuova frana che ha colpito il Frejus nell'estate 2023, nell'autunno 2024 inizieranno i lavori per la riapertura della linea ferroviaria.

## Materiale rotabile
Per il servizio vengono utilizzati vagoni di tipo Modalohr prodotti dall'azienda francese Lohr Industrie. Questi carri hanno il piano ribassato girevole per consentire il caricamento e lo scaricamento simultaneo di tutto il convoglio e possono essere caricati sia con i camion completi (motrice e rimorchio sganciati), che con i soli rimorchi. Attualmente i convogli sono due, composti da dodici carri ciascuno. Come locomotive vengono utilizzate alcune BB 36000 modificate (denominate BB 36200 e BB 36300), anch'esse di produzione francese.